# Archivi cantonali

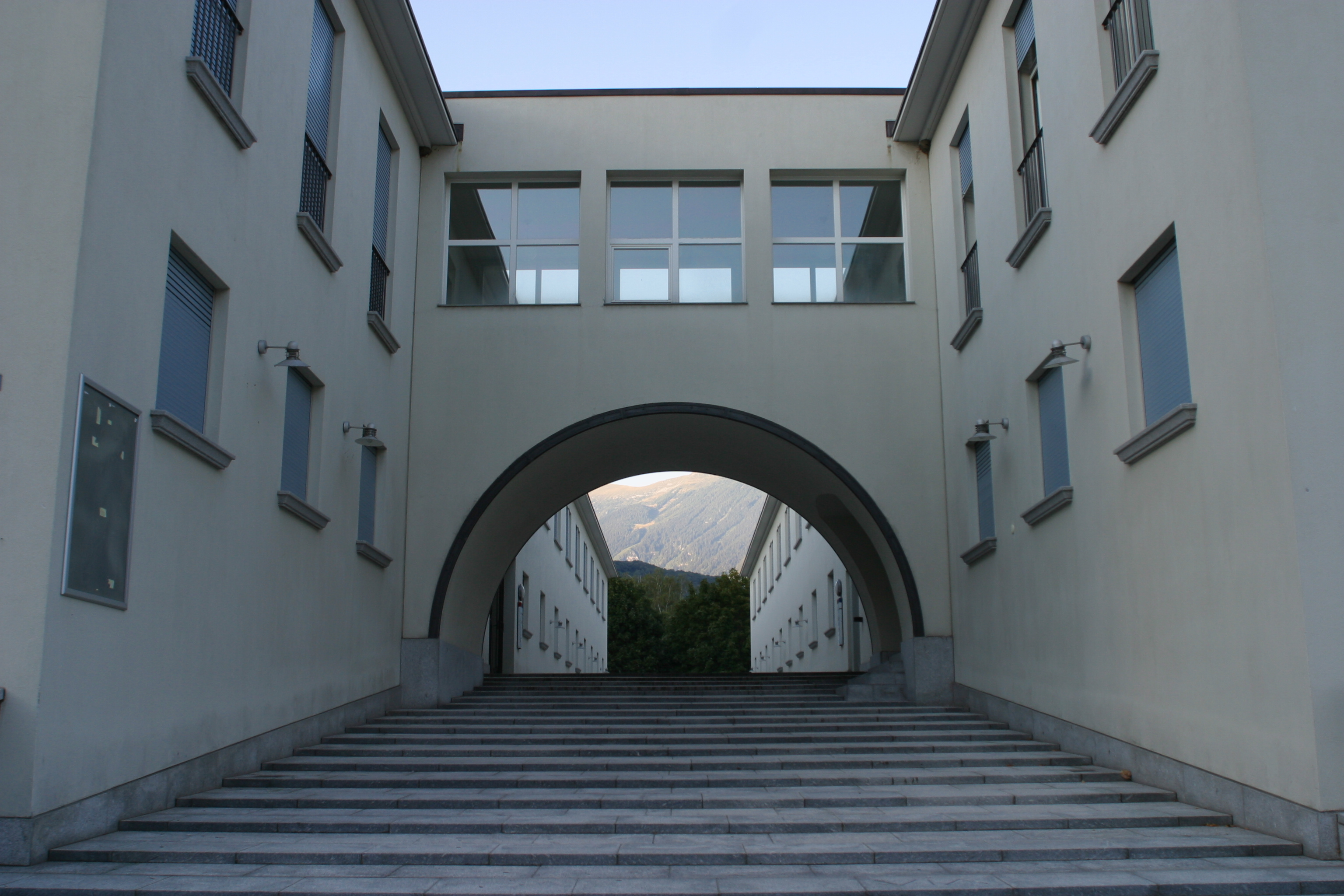
Archivio di Stato del Cantone Ticino

Gli archivi cantonali svizzeri sono gli archivi di stato situati nei ventisei cantoni in cui è divisa la Confederazione. 
Oltre a costituire dei luoghi di raccolta di documenti, essi svolgono anche una funzione di preservazione della memoria storica del cantone in cui si trovano, nonché un lavoro di ricerca. I fondi che vi si conservano sono di tipo documentario, catastale, fotografico, musicale, librario. Talvolta possiedono anche delle biblioteche e delle emeroteche.